# Marialva (kommun)
Marialva är en kommun i Brasilien.   Den ligger i delstaten Paraná, i den södra delen av landet, 1 000 km söder om huvudstaden Brasília. Antalet invånare är 31 972.
Följande samhällen finns i Marialva:
- Marialva

Trakten runt Marialva består till största delen av jordbruksmark. Runt Marialva är det ganska tätbefolkat, med 108 invånare per kvadratkilometer.